# Конкорд (Арканзас)
Конкорд (енгл. Concord) град је у америчкој савезној држави Арканзас.

## Демографија
По попису из 2010. године број становника је 244, што је 11 (-4,3%) становника мање него 2000. године.
| Група             | 2000.       | 2010.       |
| Белци             | 247 (96,9%) | 240 (98,4%) |
| Афроамериканци    | 0 (0,0%)    | 0 (0,0%)    |
| Азијати           | 0 (0,0%)    | 0 (0,0%)    |
| Хиспаноамериканци | 5 (2,0%)    | 3 (1,2%)    |
| Укупно            | 255         | 244         |